# Кромбалья
Кромбалья (араб. قرمبالية) — місто в Тунісі. Входить до складу вілаєту Набуль. Станом на 2004 рік тут проживало 18 856 осіб.